# Паспорт гражданина Египта

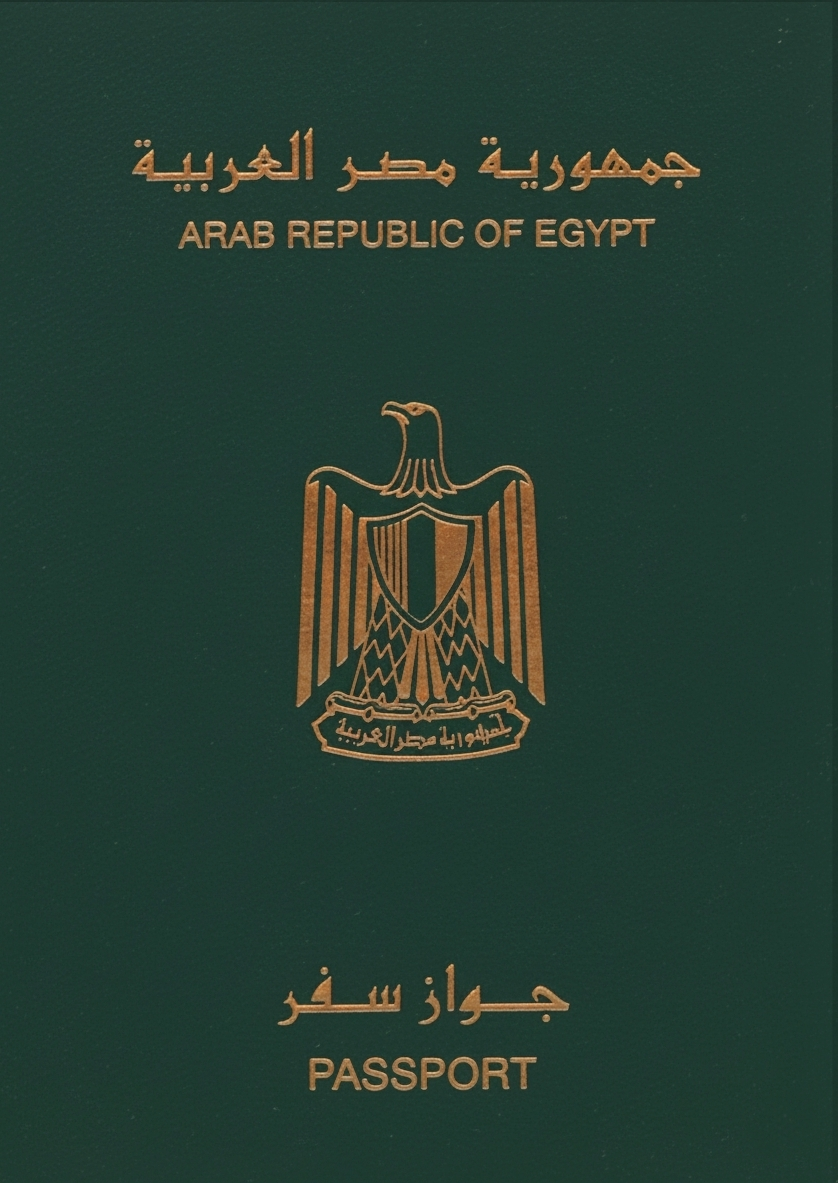
Современный египетский паспорт

 Паспорт гражданина Египта  используется исключительно для международных поездок. Кроме того, выступает в качестве доказательства египетского гражданства, а также облегчает процесс обеспечения помощи от египетских консульских лиц за границей (если это необходимо). Египетские паспорта действительны в течение семи лет для взрослых и выдаются детям, которые обучаются в школах, колледжах и университетах. Египетский паспорт не возобновляется; надо подать заявление для получение нового паспорта после того как истечёт оригинал. Начиная с 2008 года Египетское правительство начало вводить более новые машиночитаемые паспорта (MRP) для того, чтобы соответствовать международным стандартам паспорта и требованиям ИКАО. Более новые паспорта предлагают более высокий уровень безопасности. Однако, новые паспорта печатаются на мягком материале, который делает их склонными к изнашиванию и повреждениям. Старые паспорта были намного прочнее чем новые, потому что у новых паспортов мягкая обложка.

## Особенности паспорта

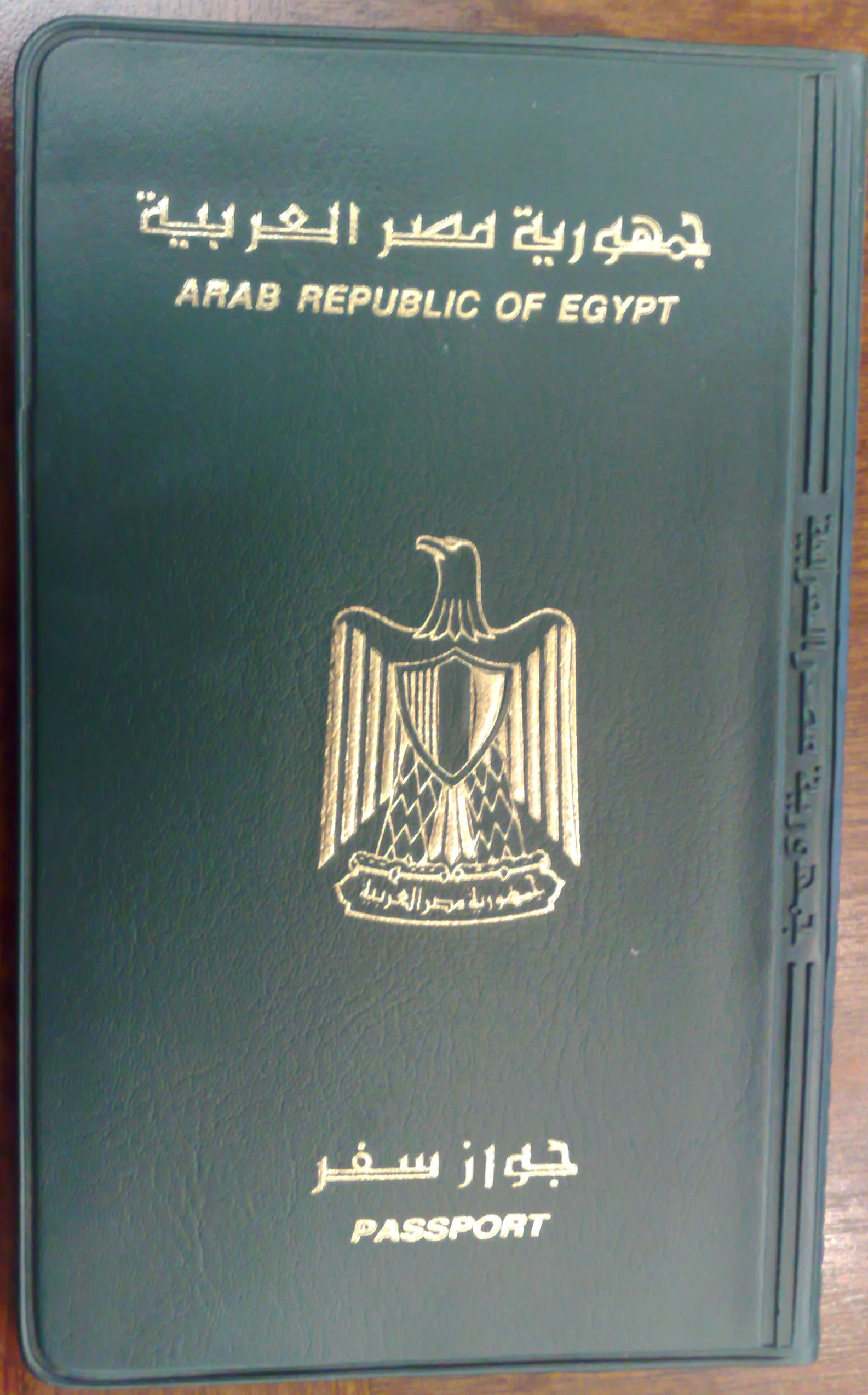
Египетский паспорт старого образца

Египетский паспорт имеет тёмно-зелёный цвет. В центре обложки расположен герб Египта. Слово «جواز سفر•Паспорт» вписано ниже герба, а «جمهورية مصر العربية•Арабская Республика Египет» выше. Паспорт содержит 52 страницы. Страницы устроены справа налево.

## Выпуск
Все египетские паспорта выпускаются Министерством по делам гражданства, иммиграции и регистрации физических лиц (TNIDA) от египетского консульства за рубежом или бюро. Новый машиночитаемый паспорт в настоящее время выпускается только в Египте, но планируется подготовить египетские представительства за рубежом для получения паспортов и в других странах.

## Информация
Египетские паспортные данные появятся на твёрдой обложке и будут включать в себя данные, которые показаны в следующем порядке:
- Номер паспорта;
- Национальный ID;
- Место выдачи;
- Дата выдачи;
- Дата истечения срока действия;
- Орган, выдавший паспорт;
- Фотография владельца паспорта;
- Штрихкод (кодирует машиночитаемый код + серийный номер + издание номера офиса);
- Имя;
- Место рождения;
- Дата рождения;
- Профессия;
- Имя мужа и национальность (по-арабски) — только для замужних женщин;
- Военный статус (по-арабски) — только для мужчин;
- Адрес (по-арабски);
- Машиночитаемая зона.

Паспорта содержат примечание от издания, которое адресовано властям всех других государств, идентифицируя носителя как гражданина государства и прося, чтобы они разрешили пройти курс лечения в соответствии с международными нормами. Текстовые части египетских паспортов напечатаны на английском и на арабском языках. Примечание в паспорте, на английском языке:
The Minister of Foreign Affairs requests all whom it may concern to permit the bearer of this passport to pass and give him help and protection whenever necessary.

## Языки
Текстовые части египетского паспорта традиционно печатаются на арабском и французском языках, в том числе во время и после союза Объединённой Арабской Республики с Сирией. Недавно стал печататься на английском языке, вместо французского.